# Dactyladenia floretii
Dactyladenia floretii är en tvåhjärtbladig växtart som beskrevs av Franciscus Jozef Breteler. Dactyladenia floretii ingår i släktet Dactyladenia och familjen Chrysobalanaceae. Inga underarter finns listade i Catalogue of Life.